# Johann Wilhelm von Vietinghoff
Johann (Hans) Wilhelm von Vietinghoff (* 1682; † 10. August 1738 auf Gut Kavelstorf) war herzoglich mecklenburgischer Generalmajor der Kavallerie, königlich preußischer Kammerherr und Gutsherr auf Reetz (heute Reez,  Ortsteil der Gemeinde Dummerstorf im Landkreis Rostock) und Fischeln.

## Familie
Vietinghoff war der Sohn des Gutsbesitzers und königlich dänischen Brigadiers Otto Friedrich Jakob von Vietinghoff (1643–1693), Gutsherr auf Reetz, Hauküll und Mundakekrise und der Eva Sabine, geborene von Meerheimb aus dem Hause Gnemern, einer Tochter von Hans Wilhelm von Meerheimb. Er war verheiratet mit Catharina Margarethe von Preen, urkundlich erwähnt 1739. Von den 11 Kindern dieser Ehe wurden zwei seiner Söhne preußische Generalmajore:
- Detlef (* 2. Februar 1713; † 12. Juli 1789) ⚭ Charlotte Elisabeth von Amstel († 12. April 1802) (Tochter von Georg Friedrich von Amstel)
- August Wilhelm (* 18. Oktober 1728; † 23. April 1799)

## Leben
Vietinghoff war seit dem Feldzug des Jahres 1715 (siehe: Großer Nordischer Krieg) mit König Friedrich Wilhelm I. sehr befreundet. 1722 war er als preußischer Gesandter in Moskau. Als er sich im November 1723 auf seinen Gütern aufhielt, wurden diese von den hannoveranischen und wolfenbüttelschen Kreistruppen besetzt. Er wurde mit allen bei ihm gefundenen Briefschaften gefangen, nach Rostock gebracht und erst nach vier Jahren wieder in Freiheit gesetzt.
1734 war er Kommandant von Danzig bei der Belagerung durch die Russen. Danzig wurde von den Russen und Sachsen unter Generalfeldmarschall Burkhard Christoph von Münnich belagert, weil es König Stanislaus I. Leszczyński aufgenommen hatte, und trotz tapferer Gegenwehr nach mehrmonatlicher Einschließung durch ein Bombardement am 9. Juli 1734 zur Kapitulation genötigt (siehe: Geschichte der Stadt Danzig bis 1878).
Im Jahr 1736 verlieh ihm König Friedrich Wilhelm I. den Orden „De la Générosité“, kurze Zeit später den Kammerherrenschlüssel. Als der General sich bedankte, schrieb ihm Friedrich Wilhelm: „Da Ich Ihm nicht allein das Gnaden Creutz sondern auch den Cammer Schlüssel aus besonderer Gewogenheit geschenket so soll er selbigen ohne alles Bedencken mit zum Andencken tragen. Potsdam 14.9.1736.“ Aus Dankbarkeit verschaffte General von Vietinghoff dem Soldatenkönig wiederholt gute Rekruten (Lange Kerls) und ließ seine Söhne in preußische Dienste treten.
Vietinghoff schied am 12. Juni 1737 aus dem Dienst aus. Der Generalmajor Salomon Ennebergh († 1747) wurde sein Nachfolger.